# Кюдо
Кю́до (яп. 弓道 кю:до:, «путь/учение лука») — японское искусство стрельбы из лука, является частью будо.

## Цель
Кюдо может практиковаться как традиционный ритуал, как спортивная дисциплина, и как боевое искусство для самореализации с тренировкой правильности выполнения техники и красоты исполнения выстрела, как основной целью. Главный принцип кюдо — сэ́йся сэ́йтю (яп. 正射正中 сэйся сэйтю:, «правильный выстрел, точно в цель») — который означает, что соблюдение нобиа́й (яп. 伸合, «процесс растяжения лука») даёт более естественный выстрел, что и приводит к попаданию. В соответствии с этим многие кюдо́ка (яп. 弓道家 кю:до:ка, «идущий по Пути Лука») верят в важность соревнований, экзаменов и любой возможности, которая позволяет совершенствовать свою технику.

## Додзё
Додзё для кюдо, кюдо́дзё (弓道場), может различаться по стилю и дизайну в зависимости от школы и страны. В Японии большинство додзё состоят из: входа справа или сзади по направлению стрельбы; основной зоны, выстланной обычно деревом и высотой потолка четыре и более метров; большой промежуточной зоны, обычно, под открытым небом; места для установки цели, матоба (的場), по стандарту, на расстоянии 28 метров от края основной зоны; места для судей или зрителей справа по направлению стрельбы; необязательной комнаты для практики стрельбы в макивару, возможно просто в части основной зоны.

## Материальная часть

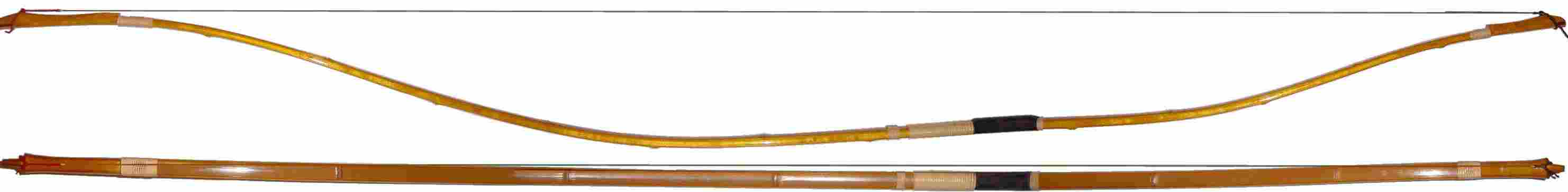
Юми

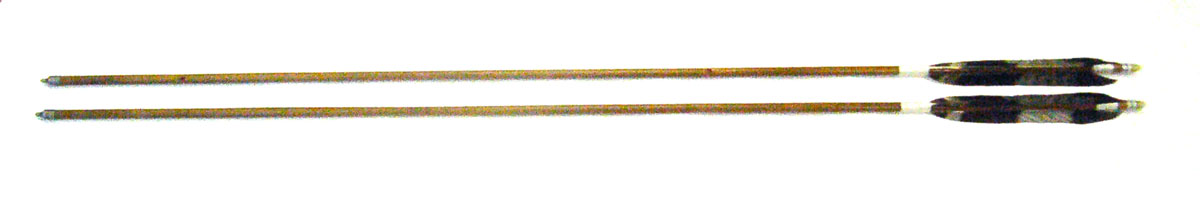
Стрелы

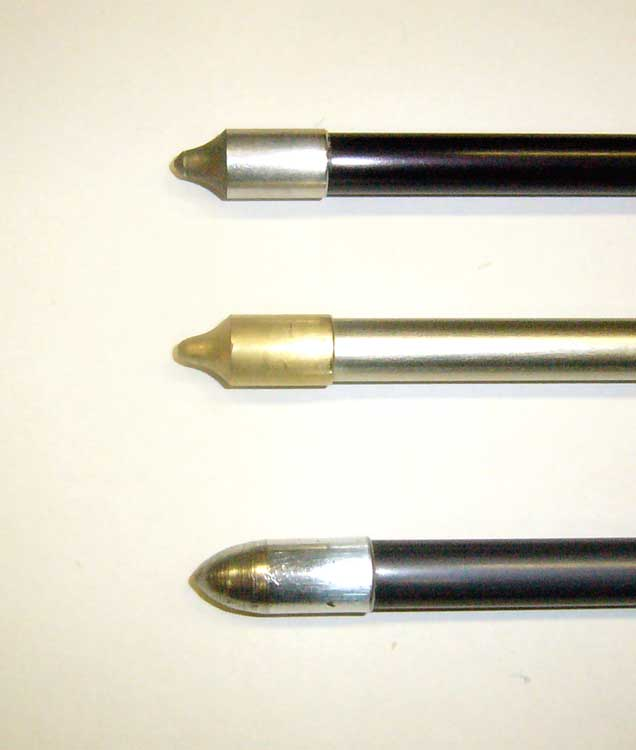
Виды наконечников (ядзири)

Малая мишень: хосимато (слева) и касумимато (справа)

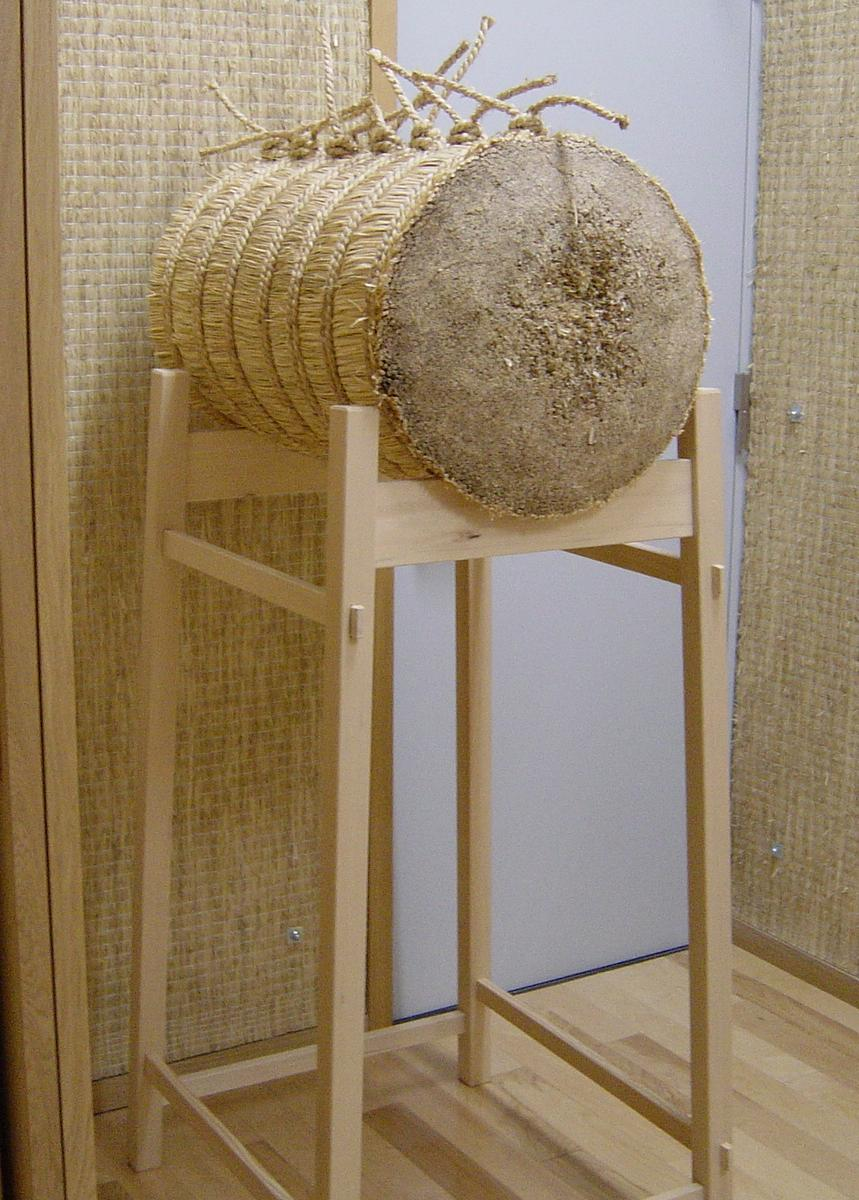
Макивара

### Юми
Юми (яп. 弓) — представляет собой лук длиной более 2х метров, но в отличие от других луков, рукоять делит лук не пополам, а в пропорции один (низ) к двум (верх).

### Я
Стрелы (яп. 矢 я) — традиционно изготавливались из бамбука, с оперением из перьев орла или ястреба. Древко стрел по сей день изготавливается из бамбука, хотя многие кюдока используют стрелы из алюминия и углеволокна (карбона). Для оперения используются перья птиц, не находящихся на грани вымирания, например перья индюшек и лебедей. Длина стрел выбирается индивидуально, от середины горла до кончиков пальцев левой руки, выставленной горизонтально в бок, плюс пять и более сантиметров. В зависимости от того, с какой стороны птицы брались перья для оперения, они могут по-разному загибаться и в полёте будут вращать стрелу по или против часовой стрелки. При вращении стрелы по часовой стрелке её называют хая, в противном случае отоя. Стреляют такими стрелами попарно, начиная с хая. Обычно комплект содержит шесть стрел, три хая и три отоя (также может идти специальная стрела макиварая без оперения, для стрельбы в макивару).

### Какэ
Югакэ (яп. 弓懸け) или просто какэ — перчатка на правую руку. Основных типов два — жёсткая и мягкая. Жёсткая какэ имеет жёсткий большой палец со специальным выступом, за который цепляется тетива. Также какэ различаются по количеству пальцев, на которые она надевается. Существует как какэ только на большой палец, так и на все пять пальцев. Однако наибольшее распространение имеют трёх- (мицугакэ) и четырёх- (ёцугакэ) пальцевые какэ, как официально разрешённые Федерацией Кюдо. Ёцугакэ может использоваться с более сильными луками, где, для более сильного захвата, могут использовать не средний палец, а безымянный. Под какэ надевают специальную ситагакэ из хлопка для впитывания пота, количество пальцев ситагакэ соответствует используемой какэ.

### Мунэатэ
Мунэатэ (яп. 胸当て, «нагрудник») — защищает грудь от случайного удара тетивой. По-настоящему имеет смысл надевать только женщинам, но бывают и исключения, например при использовании повседневной одежды, когда есть риск зацепиться тетивой за её отдельные элементы (пуговицы, застёжки). На более высоких уровнях теряет смысл, так как при правильном выстреле лук проворачивается в руке против часовой стрелки и совсем не задевает грудь.

### Мато
Мато (яп. 的) — мишень. Делится на два типа: омато (яп. 大的 о:мато, «большая мишень») и комато (яп. 小的, «малая мишень»). Диаметр омато составляет 158 см (52 сун). Устанавливается на расстоянии от 55 до 90 метров. Диаметр комато — 36 см (12 сун). Устанавливается на расстоянии 28 метров. По рисунку комато подразделяется на касумимато (яп. 霞的) и хосимато (яп. 星的). Касумимато — мишень с круговой чередующейся черно-белой разметкой, 3 чёрных круга и 3 белых, начиная от центра с белого (7,2 см, 3,6 см, 3,0 см, 1,5 см, 3,0 см, 3,3 см). Хосимато — белая мишень с чёрным кругом в центре (12 см).

### Макивара
Макивара (яп. 巻藁, «скатанная солома») — мишень для отработки техники стрельбы. Стрельба в макивару ведётся на расстоянии 1—2 метров.

### Цурумаки
Цурумаки (яп. 弦巻) — катушка с запасной тетивой.

## Основные (базовые) формы. Кихонтай
Кихонтай — это 8 базовых движений (кихон доса) и 4 позиции (кихон сисэй), применяемые в Кюдо на всех этапах до и после стрельбы. Выполняя Кихонтай, необходимо следовать следующим принципам:
- наполнять тело энергией (с'икитай);
- держать корпус ровным (додзукури);
- следить за положением глаз (мэцукаи), так как взгляд влияет на концентрацию;
- сочетать движения с правильным дыханием (икиай);
- двигаться от бедер, из центра тела;
- выбирать правильный темп выполнения движений, так как все движения привязаны к времени (ма);
- соблюдать контрольные точки.

#### Основные позиции (кихон сисэй)
1. Стоя.
2. Сидя на стуле.
3. Сидя на полу в официальной обстановке (сэйдза).
4. Полусидя на носках (кидза) и корточках (сонкё).

#### Основные движения (кихон доса)
1. Вставать.
2. Садиться.
3. Ходить.
4. Поворот из положения стоя.
5. Поворот при ходьбе.
6. Поворот на коленях (хиракиаси).
7. Поклон (рэй).
8. Полупоклон (ю).

## Техника
При стрельбе лук держится в левой руке, а тетива натягивается правой. Варианта для левшей не предусмотрено. Стрельба ведётся из положения левым боком вперёд, параллельно линии выстрела. В отличие от обычной стрельбы из лука, в кюдо юми натягивается за ухо. После выстрела юми проворачивается против часовой стрелки и тетива оказывается с наружной стороны левой руки, что также является отличием от стрельбы из обычного лука.
Техника стрельбы детально расписана. Согласно положениям Международной Федерации Кюдо (IKYF) в официально принятой технике существует восемь основных позиций, хассэцу.
- Асибуми  足踏み — постановка ног (переход в стойку для стрельбы). В начальной позиции стрелок стоит левым боком к цели, ноги вместе, левая рука с луком и правая со стрелой (или двумя стрелами) руки согнуты и уперты в бока, верхняя часть лука находится в десяти сантиметрах от пола, голова смотрит вперед. После этого выполняют движения в одном из двух вариантов.
  1. Голову поворачивают влево к цели, левую ногу сдвигают, не отрывая от пола и не сгибая колен, на половину длины стрелы, носок смотрит на 30° влево от центральной линии тела. Правую ногу, не сгибая, подведя к левой и начинают отводить вправо, носок на 30° вправо. После этого голову возвращают, взгляд направлен в пол примерно на 4 метра вперёд.
  2. Голову поворачивают влево к цели, левую ногу сдвигают, не отрывая от пола и не сгибая колен, на половину длины стрелы, носок смотрит на 30° влево от центральной линии тела. После этого голову возвращают и, следя за ногами, взглядом отводят правую ногу на половину длины стрелы вправо.

В результате носки должны находиться примерно на расстоянии стрелы и под углом 60° друг от друга, раскрываясь вперёд, без отклонения линии ног от линии цели.
- Додзукури 胴造り — приготовления к стрельбе (подготовка положения корпуса). Стрелок проверяет позицию и стойку. Нижний конец лука располагается над левым коленом, правая рука заводится на правое бедро. Додзукури подготавливает баланс всего тела и в сочетании с правильным дыханием делает положение тела спокойным, но сконцентрированным. Лучник проверяет тетиву и положение стрелы.
- Югамаэ 弓構え — изготовка с луком, формирование позы для начала стрельбы. Правой рукой выполняют захват тетиву (торикакэ), большой палец под стрелой, средний (или безымянный) палец перехватывает большой, указательный, положив на средний, контролирует стрелу. Выполняется хват лука (тэноути). Руки чуть согнуты, локти в стороны. Плечи не напряжены. Выполняется мономи — фиксация взгляда в цель (мишень).
- Утиокоси 打起し — подъём лука. Существует два метода поднятия лука: из фронтального положения и из наклонного положения. Из фронтального положения лук поднимают перпендикулярно земле, так, что локти находятся чуть выше глаз. Угол подъема составляет примерно 45 градусов, но может отличаться в зависимости от возраста и физических данных стреляющего. Кулаки находятся на одинаковом уровне. Плечи не напряжены.
- Хикивакэ 引分け — натяжение лука. Существует три основных способа натяжения лука. При подъеме лука из фронтального положения натяжение лука производят, сгибая правую руку только в локте, левую отводят в сторону и выпрямляют. Стрела сохраняет положение параллельно полу. Плечи не напряжены. Сохраняя параллельность стрелы полу, левую и правую руки разводят в стороны. Правая рука, двигаясь по прямой, заходит за ухо. Левую руку вытягивают в сторону.
- Кай 会 — объединение (встреча), фаза полного натяжения лука. Данная фаза включает в себя два важнейших состояния: цумэай — взаимодействие зафиксированных точек тела, сохранение положения вертикально-горизонтального перекрестия и нобиай. Хотя натяжение полностью выполнено, но, с психологической точки зрения, оно должно пониматься как состояние постоянного расширения. Прицеливание (нэрай) выполняется обоими глазами, стрела должна быть направлена по линии, ведущей в центр мишени.
- Ханарэ 離れ — выпуск стрелы. Ханарэ должно быть естественным движением, оно выполняется тогда, когда назреет соответствующий момент. Выпуск стрелы является результатом правильного выполнения фазы полного натяжения (кай). Выпуск производится, раскрываясь вправо и влево из центра груди.
- Дзансин 残心 (残身) — сохранение формы и духа (равновесие духа). Выполняется c сохранением вертикально-горизонтального перекрестья (татэёко дзюмондзи). Стрелок созерцает результат выстрела. После выпуска стрелы, в гармонии с дыханием, лук опускается (юдаоси), взгляд (мономи) возвращается перед собой, стопы ставятся вместе (начиная с правой). При выполнении этих действий необходимо помнить, что все они являются частью стадии Дзансин. (В случае, если лук при выпуске не повернулся тетивой наружу, опустив верхний конец на пол, лук поворачивают в исходную позицию).